# 龙角镇
龙角镇，是中华人民共和国重庆市云阳县下辖的一个乡镇级行政单位。

## 行政区划
龙角镇下辖以下地区：
五龙社区、张家村、高家村、永富村、长沙村、栏坪村、泉水村、杨寨村、新立村、龙堰村、军家村和木甫村。